# Робекко-д'Ольйо
Робекко-д'Ольйо (італ. Robecco d'Oglio) — муніципалітет в Італії, у регіоні Ломбардія,  провінція Кремона.
Робекко-д'Ольйо розташоване на відстані близько 430 км на північний захід від Рима, 75 км на схід від Мілана, 16 км на північ від Кремони.
Населення — 2373 особи (2014).

## Демографія
Населення за роками:

Станом на 1 січня 2023 року в муніципалітеті офіційно проживало 258 іноземців з 21 країни, серед них 53 громадяни країн Євросоюзу та 6 громадян України.

## Сусідні муніципалітети
- Корте-де'-Кортезі-кон-Чиньйоне
- Корте-де'-Фраті
- Ольменета
- Понтевіко
- Поццальйо-ед-Уніті
- Веролавеккія